# Breuer & Wardin
Das Breuer & Wardin Verlagskontor ist ein deutscher Hörbuchverlag mit Sitz in Bergisch Gladbach.

## Geschichte
Das Verlagskontor wurde 2002 gegründet. Geführt wird es von Bodo Wardin. Der Verlag ist auf Weiterbildungsangebote spezialisiert. 

## Programm
Der Verlag hat sich auf die Herstellung und Produktion audio-visueller Medien sowie der Entwicklung und Durchführung von unternehmensinternen Weiterbildungsmaßnahmen für Training, Personalentwicklung, Präsentation und Selbstlernen (Lerntechniken) spezialisiert. Er veröffentlicht etwa 40 neue Titel jährlich. Bis 2009 wurden rund 160 Titel (Bücher, Hörbücher, Sprachkurse, DVDs) verlegt. Die Audioproduktionen finden im verlagseigenen Tonstudio statt.
Zu den vertonten Autoren zählen zum Beispiel Vera F. Birkenbihl und Kurt Tepperwein. Die Einsteiger-Sprachkurse sind 2008 in Zusammenarbeit mit der Deutschen Zentralbücherei für Blinde zu Leipzig (DZB) als erster Sprachkurs für Blinde als DAISY-Hörbuch produziert worden.